# Dowcip o blondynce
Dowcipy o blondynce – seria krótkich form humorystycznych opartych na stereotypie głupiej blondynki.
Dowcipy o stereotypowo głupich ludziach krążyły już od XVII wieku, zmieniając jedynie sformułowania i grupy docelowe. Niektóre z żartów o blondynce opierają się na humorze seksualnym, przedstawiając lub stereotypozując ich podmioty jako wyuzdane.
Podobnie jak wszystkie inne oparte na stereotypach, uważane są za obraźliwe, szczególnie dla kobiet. Określane są jako seksistowskie, gdyż ich bohaterką jest kobieta będąca ograniczona umysłowo i rozwiązła seksualnie.